# Rozelle Claxton
Rozelle Claxton (* 5. Februar 1913 in Memphis (Tennessee); † 30. März 1995 in Lake Forest (Illinois)) war ein US-amerikanischer Jazz-Pianist und Arrangeur.
Rozelle Claxton hatte bereits mit 15 Jahren kleine Auftritte bei wöchentlichen Rundfunksendungen; als Profimusiker begann er mit 17 bei Jimmie Lunceford und Clarence Davis, dessen Band mit W.C. Handy arbeitete. Als Pianist war er in den 1930er Jahren in Kansas City als freischaffender Musiker für Harlan Leonard tätig, bei dem er Unterricht in Arrangement erhielt; er spielte außerdem bei Bennie Moten und Ernie Fields. Als Solist trat er auch in Chicago auf, arbeitete mit Eddie South und war für kurze Zeit Ersatzpianist im Count Basie Orchestra. In den 1940er Jahren arbeitete er mit Walter Fuller, George Dixon, Earl Hines, Red Norvo, Jimmie Lunceford und Andy Kirk.
Anfang der 1950er studierte er in Chicago; 1954 erwarb er den Master. Daneben begleitete er Sänger wie Pearl Bailey. Ab 1959 arbeitete er mit Franz Jacksons Original Jass All-Stars bis in die 1960er Jahre. Als Begleiter von Pearl Bailey ging er mit ihr von 1978 bis 1983 auf Tourneen, ansonsten trat er solistisch als Organist und Pianist in Chicago auf.